# La bronca
La bronca es una película de drama de 2019 dirigida por los cineastas peruanos Daniel y Diego Vega. Coproducida entre Perú, Colombia, España y Canadá, recibió una mención especial del jurado en el Festival de Cine de San Sebastián en 2019, además de participar en una gran variedad de festivales.

## Sinopsis
Roberto, un joven de 18 años, abandona su natal y violento Perú durante el conflicto armado interno para mudarse a Montreal, donde su padre Bob lleva viviendo un par de años. Una vez allí, Bob le presenta a Roberto su nueva familia canadiense y trata de enseñarle las bondades de su nuevo hogar. Sin embargo, la violencia arraigada en ambos que viene desde su país de nacimiento parece hacer mella en sus realidades.

## Reparto
- Jorge Guerra como Roberto.
- Rodrigo Palacios como Bob Montoya.
- Sandrine Poirier-Allard como Michelle.
- Charlotte Aubin como Julia.
- Isabelle Guérard como Sophie.
- Normand Carrière como Philip
- Rodrigo Sánchez Patiño como Toño.
- Hasani Freeman como Toussaint.
- Leonardo Boudreau como Johnson.
- Luna Maceda
- Ziad Ghanem
- Frank Marrs

## Recepción
Manuel Kalmanovitz de la revista Semana alabó la película, afirmando: "La bronca captura de forma iluminadora el extrañamiento particular, atemperado por el cariño, que hay entre este padre y este hijo". Sebastián Pimentel del diario El Comercio afirmó que "lo más valioso en La bronca es la tensión del juego entre poderes entre los hombres". Sin embargo, asegura que "los conflictos se dispersan".

### Nominaciones
| Año  | Premio                       | Categoría                    | Nominación a | Resultado | Ref.  |
| ---- | ---------------------------- | ---------------------------- | ------------ | --------- | ----- |
| 2019 | Premios Fama de La República | Mejor actor de cine nacional | Jorge Guerra | Nominado  | [ 4 ] |